# Zur schmerzhaften Muttergottes (Breitenbrunn)

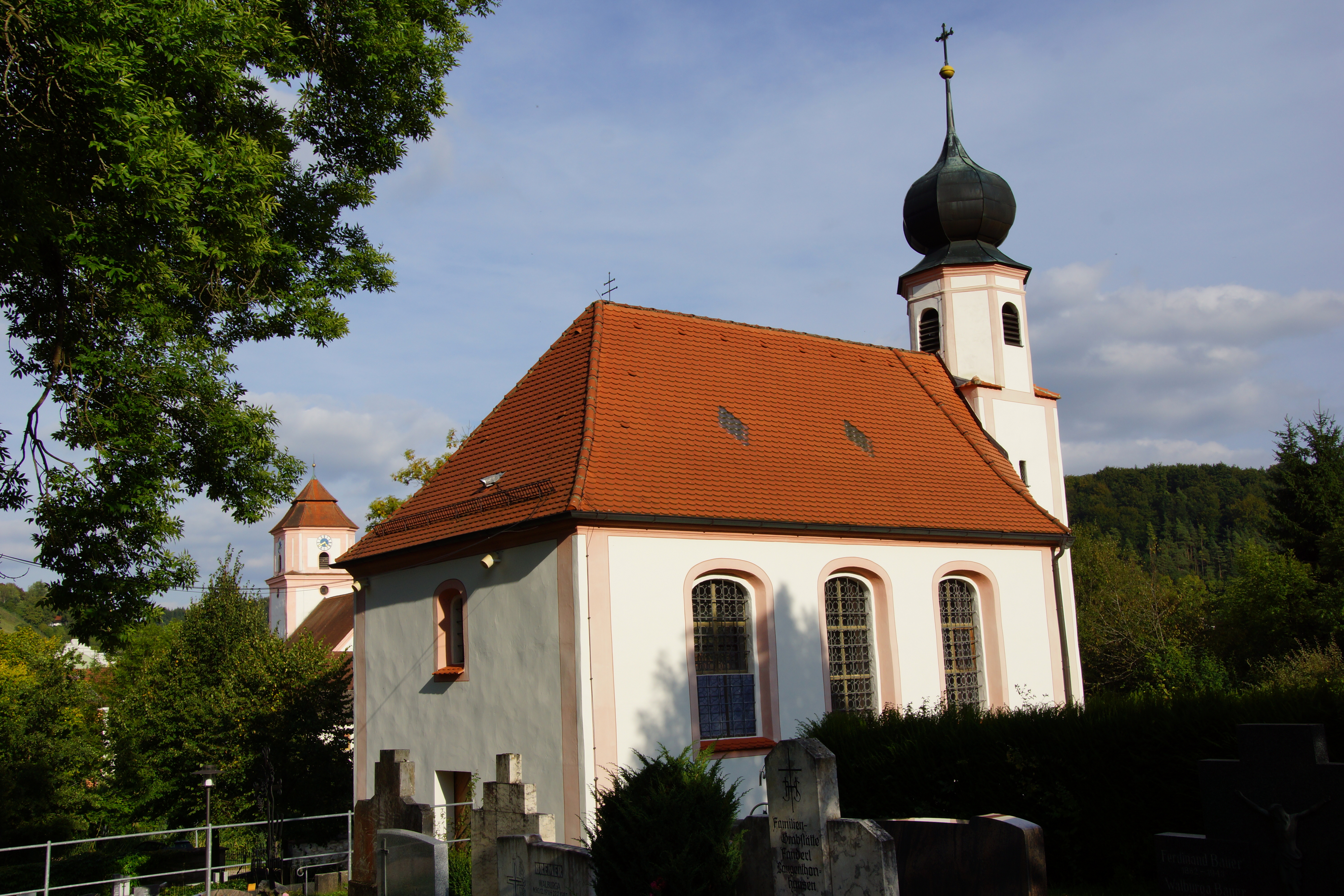
Zur schmerzhaften Muttergottes (Breitenbrunn)

Die römisch-katholische, denkmalgeschützte Friedhofskirche Zur schmerzhaften Muttergottes steht in Breitenbrunn, einem Markt im Landkreis Neumarkt in der Oberpfalz von Bayern. Die Kirche gehört zum Dekanat Neumarkt in der Oberpfalz im Bistum Eichstätt. Das Bauwerk ist unter der Denkmalnummer D-3-73-115-1 als Baudenkmal in die Bayerische Denkmalliste eingetragen.

## Beschreibung
Die Saalkirche wurde 1737/38 erbaut. Ihr Langhaus hat nach Süden einen dreiseitig geschlossenen Chor, an dessen mittlerer Wand der Kirchturm auf quadratischem Grundriss angebaut ist. Sein oberstes achteckiges Geschoss beherbergt den Glockenstuhl. Darauf sitzt eine Zwiebelhaube. 
Der Innenraum des Langhauses ist mit einer Kassettendecke überspannt. Der Altar stammt aus der Bauzeit. Sein Altarretabel zeigt eine Mater Dolorosa, die Johann Gebhard 1738/39 gemalt hat. An den Wänden befindet sich eine die sieben Schmerzen Mariens zeigende Bilderserie.